# Nazionale maschile under 16 di calcio della Spagna
La nazionale di calcio spagnola Under-16 è la rappresentativa calcistica Under-16 della Spagna ed è posta sotto l'egida della Real Federación Española de Fútbol.

## Palmarès
- Campionato europeo di calcio Under-16: (ora Under-17)

Primo posto: 6 (record) (1986, 1988, 1991, 1997, 1999, 2001)
Secondo posto: 2 (1992, 1995)
Terzo posto: 2 (1985, 1998)